# Julia Schwarzbach
Julia Schwarzbach (nacida como Julia Rohde, Görlitz, RDA, 13 de mayo de 1989) es una deportista alemana que compitió en halterofilia.
Ganó tres medallas en el Campeonato Europeo de Halterofilia entre los años 2008 y 2015. Participó en dos Juegos Olímpicos de Verano, ocupando el sexto lugar en Pekín 2008 y el noveno en Londres 2012, en la categoría de 53 kg.

## Palmarés internacional
| Campeonato Europeo | Campeonato Europeo          | Campeonato Europeo | Campeonato Europeo |
| Año                | Lugar                       | Medalla            | Categoría          |
| ------------------ | --------------------------- | ------------------ | ------------------ |
| 2008               | Lignano Sabbiadoro (Italia) | Medalla de bronce  | 53 kg              |
| 2011               | Kazán (Rusia)               | Medalla de plata   | 53 kg              |
| 2015               | Tiflis (Georgia)            | Medalla de plata   | 53 kg              |